# Ангкор
Ангко́р (кхмер. អង្គរ, Ангко (в пер. с санскр. नगर нагара — «город»)) — область Камбоджи, которая была центром Кхмерской империи, процветавшей примерно с IX по XV века, в которой в настоящее время сохранились руины многочисленных храмов и построек, включая Ангкор-Ват и Ангкор-Тхом — выдающиеся памятники искусства кхмеров, вошедшие в список Всемирного наследия ЮНЕСКО.
Слово «Ангкор» происходит от санскритского «нагара» (नगर), что означает «священный город». Ангкорский период начался в 802 г. н. э., когда кхмерский император Джаяварман II объявил себя «Вселенским монархом» и «Богом-царём», и продолжался до конца XIV века.

## Местоположение
Руины Ангкора находятся среди лесов и сельскохозяйственных угодий к северу от озера Тонлесап и к югу от плато Кулен, недалеко от современного города Сиемреап, в провинции Сиемреап. Этот бурно развивающийся туристический центр имеет международный аэропорт и множество современных отелей. Расстояние от центра Сиемреапа до главного храма комплекса — Ангкор-Вата около 5 км.
До нашего времени Ангкор дошёл не совсем как город, а скорее как город-храм. Во времена Кхмерской империи жилые и общественные здания строились из дерева, которое быстро разрушается под воздействием жаркого и влажного тропического климата. При возведении храмов чаще всего использовался песчаник. Крепостные стены были выложены из туфа. Этим и объясняется относительно хорошая сохранность храмовых и фортификационных сооружений при полном отсутствии жилой застройки. Однако в период расцвета империи в одном только Ангкор-Тхоме жило более миллиона человек, что больше любого европейского города того времени.
Размеры комплекса Ангкор — 24 км с запада на восток и на 8 км с севера на юг.
В 2007 году международная команда исследователей с использованием спутниковых фотографий и других современных технологий пришли к выводу, что Ангкор был крупнейшим доиндустриальным городом в мире. В Ангкоре существовала сложная сеть управления водными ресурсами, которая была использована для систематической стабилизации, хранения и распределения воды по всей площади.
Эта сеть, как полагают, была использована для орошения, с тем чтобы компенсировать непредсказуемый сезон дождей и также поддержать растущее население. Хотя размер его населения остаётся предметом исследований и дискуссий, вновь выявленные сельскохозяйственные системы в области Ангкора, возможно, поддерживали до 1 миллиона человек.
Существуют несколько литературных произведений, посвящённых Ангкору: «Ангкорский паломник» Пьера Лоти, «В тени храмов Ангкора» Тадеуша Шафара и «Ангкор и кхмерская империя» Джона Аудрика.

## История

### Основание
Ангкорский период, предположительно, начался после 800 г. н. э., когда кхмерский император Джаяварман II провозгласил независимость Камбуджадеши (англ. Kambujadesa, совр. — Камбоджа) от Явы и основал свою столицу Харихаралайя на севере озера Тонлесап. Посредством военных кампаний, союзов, браков и даров в виде земельных наделов он достиг объединения страны, раскинувшейся от Китая на севере, Тямпа (ныне Центральный Вьетнам) на востоке, океана на юге и до местонахождения камня с надписью «Земли кардамона и манго» на западе. В 802 г. н. э. Джаяварман II провозгласил себя «Вселенским монархом» (Чакравартин) и, в стремлении продемонстрировать свою преемственность и связь с культом бога Шива, «Богом-царём» (Девараджа). До объединения Джаяварманом II, Камбоджа состояла из ряда политически независимых княжеств, известных как Бапном и Ченла.
Храм Та Прохм был построен королём Джайяварманом VII в память о своей матери. С момента окончания гражданской войны в Камбодже и после включения комплекса Ангкор в список всемирного наследия ЮНЕСКО в 1992 году в остальных храмах ведутся активные реставрационные работы.
Например, Преа-Кан (по-кхмерски «священный меч») — огромный храм, построенный в честь победы над тямами королём Джайяварманом VII в конце XII века. По другой версии храм был посвящён памяти отца короля. Ещё в конце девяностых годов XX века, как и Та Прохм, он представлял собой покрытые джунглями развалины с росшими на них исполинскими деревьями, однако растительность постепенно удаляют.
Наиболее известный и хорошо сохранившийся храм Ангкор-Ват строили 30 лет в правление Сурьявармана II. После смерти короля храм стал усыпальницей-мавзолеем.
В расположенной на расстоянии двух километров крепости Ангкор-Тхом заслуживает особого внимания центральный храм Байон и его 54 огромные башни, каждую из которых украшают четыре обличья Будды. По одной из версий в образе Будды был представлен портрет самого короля. Этот храм был последним построенным в Ангкоре крупным культовым сооружением.
Строительство Ангкора продолжалось в течение четырёх столетий. Его начал основатель ангкорской династии принц Джайяварман II в 802 г., а последние храмовые комплексы были возведены королём Джайяварманом VII в XII веке. После его смерти в 1218 г. строительство прекратилось. По другой версии, в Кхмерской Империи просто закончились месторождения камня-песчаника.
Интересно, что все преемники Джайявармана II следовали его принципам строительства: каждый новый правитель достраивал город таким способом, что его центр постоянно смещался, и центр старого города оказывался на окраине нового. В центре каждый раз возводили пятибашенный храм, символизирующий гору Меру, центр мира.
На ступенчатой пирамиде-храме Пном-Бакенг, которая входит в храмовый комплекс Ангкор, написано, что его назначение «символизировать своими камнями движение звёзд».

### Реставрация
Великолепие кхмерской империи несколько потускнело во времена войн с тямами и таями. В 1431 году сиамские войска полностью захватили Ангкор: город обезлюдел, будто по нему прокатилась безжалостная эпидемия. С течением времени влажный климат и буйная растительность превратили столицу в руины и джунгли полностью поглотили её. В декабре 1992 года ЮНЕСКО включила его в список мировых памятников культурного наследия, а через год в Токио был создан международный координационный комитет.
Французский натуралист Анри Муо, в 1861 году заново открывший Ангкор после четырёх столетий забвения, так писал в своём сообщении: «Увиденные мною памятники строительного искусства огромны по своим размерам и, по моему мнению, являются образцом самого высокого уровня по сравнению с любыми памятниками, сохранившимися с древнейших времён. Я никогда не чувствовал себя таким счастливым, как сейчас, в этой великолепной тропической обстановке. Даже если бы я знал, что мне придётся умереть, я ни за что не променял бы эту жизнь на удовольствия и удобства цивилизованного мира».
Храмы Ангкора построены без применения цемента и каких-либо других связующих материалов. Каменные блоки в них сцеплены по принципу замка. Поэтому, обычно применяется следующий способ их реставрации: сначала строение очищают от растительности. Это очень трудоёмкий процесс, так как корни деревьев вросли и переплелись с камнями. На удаление одного большого дерева уходит в среднем четыре месяца. Беспорядочно валяющиеся обрушившиеся блоки разбирают и фотографируют. Также частично разбирают и остатки ещё стоящих стен. Полученную таким образом информацию обрабатывают при помощи специальных компьютерных программ. Компьютер по форме вырезанных на блоках «замков» и фрагментов резьбы воссоздаёт изначальное взаимное положение этих блоков. Потом сооружение заново собирают из оригинальных блоков и новых, изготовленных взамен утраченных из такого же песчаника.
Пример успешно законченной реставрации такого рода — одна из библиотек на территории Ангкор-Вата (выполнена японскими специалистами). В 2006—2010 гг. самые объёмные реставрационные работы велись на площади храма Бапуон, расположенного на территории Центрального Ангкор-Тхома.